# Radiojournal
Radiojournal byla československá firma, která pod různými názvy provozovala v letech 1923–1948 rozhlasové vysílání v Československu. Jednalo se o společnost s ručením omezeným, v níž převážnou dobu její existence držel majoritu československý stát. Jejím přímým následovníkem se po druhé světové válce stal Československý rozhlas. Díky zahájení pravidelného rozhlasového vysílání v roce 1923 se Radiojournal stal nejstarší institucí svého druhu na evropském kontinentu a po britské BBC druhou nejstarší v Evropě.

## Historie

### Počátky

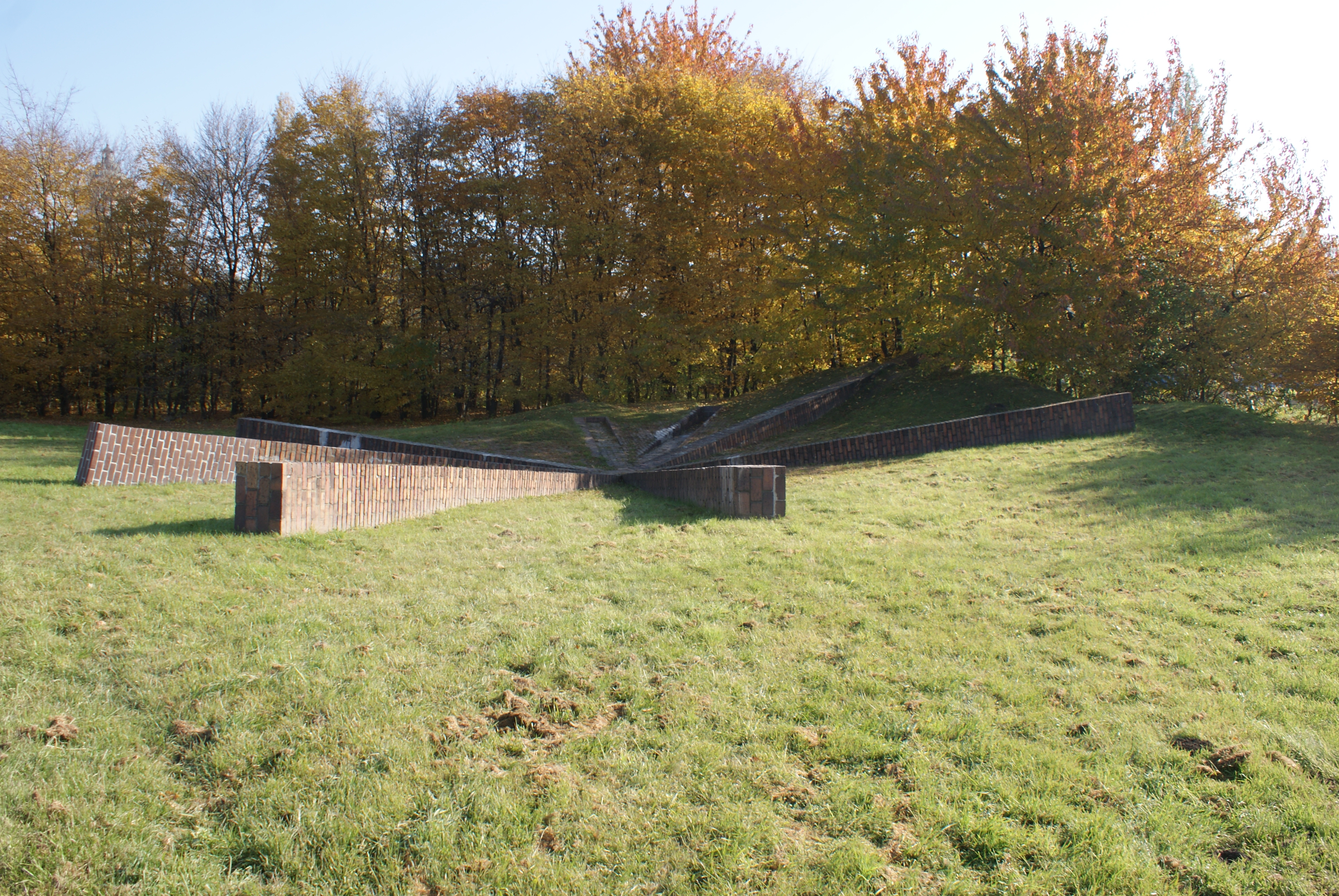
Místo u letiště v Kbelích, kde v roce 1923 stál původní vysílací stan

Pravidelné rozhlasové vysílání v Československu bylo zahájeno 18. května 1923 ve 20.15 hod. z provizorního studia v blízkosti letiště Kbely u Prahy. Československo se tak po Velké Británii a její BBC, která vznikla roku 1922, stalo druhou evropskou zemí, kde začal veřejně a pravidelně rozhlas vysílat. První den zajišťoval živý program orchestr pražského kina Sansoucci a operní pěvkyně Růžena Topinková. Kbelská stanice původně sloužila jako telegrafní vysílačka meteorologických zpráv pro leteckou službu a pro rozhlasový provoz musela být upravena. Avšak i tak až do listopadu 1924, kdy došlo k další rekonstrukci, byl poslech programu rušen stálým tónem o frekvenci 500 Hz. Tato technická závada byla vyvolána nedostatečnou filtrací usměrněného proudu. Stanice byla umístěna v dřevěném domku u letiště a vzhledem k jeho malé velikosti sloužil jako provizorní studio po několik prvních měsíců zapůjčený stan s klavírem a kobercem, jenž byl v těsné blízkosti domku postaven. Provozovatelem vysílání byla soukromá společnost s ručením omezeným Československé zpravodajství radiotelefonické, která vznikla 7. června 1923 a měla základní kapitál 500 tisíc Kč, z čehož 51% podíl dodala společnost Radioslavie a 49 % pak skupina kolem podnikatele Eduarda Svobody a novináře Miloše Čtrnáctého. Ta získala od ministerstva pošt a telegrafů koncesi pro veřejné „radiotelegrafické“ vysílání (slovo „rozhlas“ se objevilo až v roce 1924), a to na základě žádosti z konce předchozího roku, kterou podali Svoboda a Čtrnáctý. V červenci 1923 změnila společnost název, od té doby fungovala jako Radiojournal, československé zpravodajství radiotelefonické. Jméno „Radiojournal“ vzniklo podle hlavních podílníků, kterými byla firma Radioslavie a skupina žurnalistů (Čtrnáctý a další). Ve firmě byl angažován též bankéř a diplomat Ladislav Šourek, který roku 1925 nahradil Richarda Gemperleho v pozici předsedy jednatelského sboru (de facto ředitel).

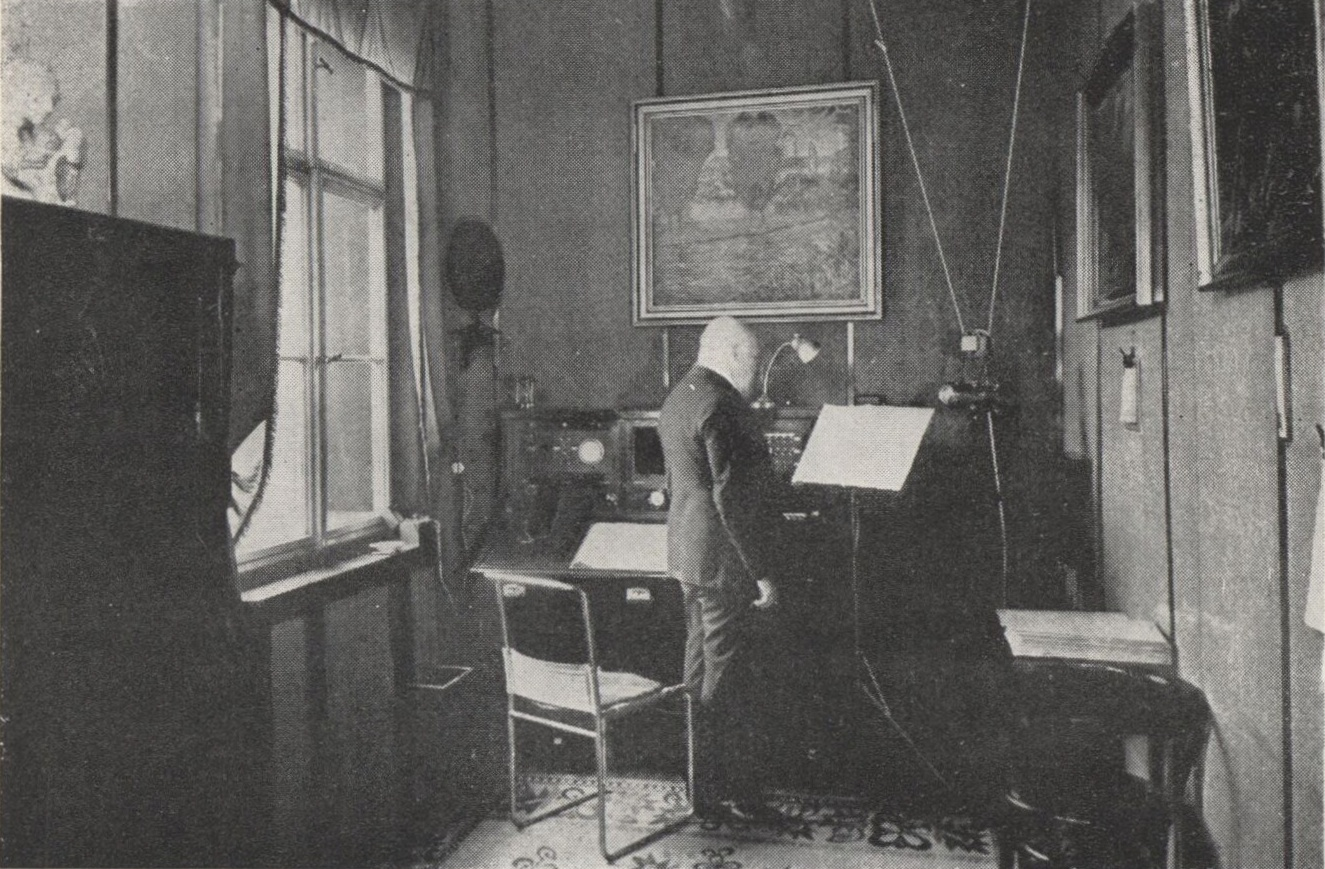
Hlasatelna Radiojournalu v pronajatém bytu v Radiopaláci, 1924

Stanice ve Kbelích byla užívána do února 1925 (s krátkou epizodou vysílání z Hloubětína), poté Radiojournal měl nově postavenou vysílačku ve Strašnicích. Improvizované studio se také přestěhovalo do Hloubětína, ale záhy došlo k návratu do Kbel, odkud Radiojournal vysílal do 1. prosince 1924. Následně se přesunul do Poštovní nákupny (pozdější Radiopalác) ve Fochově ulici (dnešní Vinohradská) – bylo to první studio přímo v Praze. V roce 1925 přišlo další stěhování, tentokrát do blízkého Orbisu rovněž ve Fochově ulici. V roce 1927 se vysílací studio přemístilo do Národního domu na Mírovém náměstí (dnešní náměstí Míru), odkud Radiojournal vysílal do roku 1933.

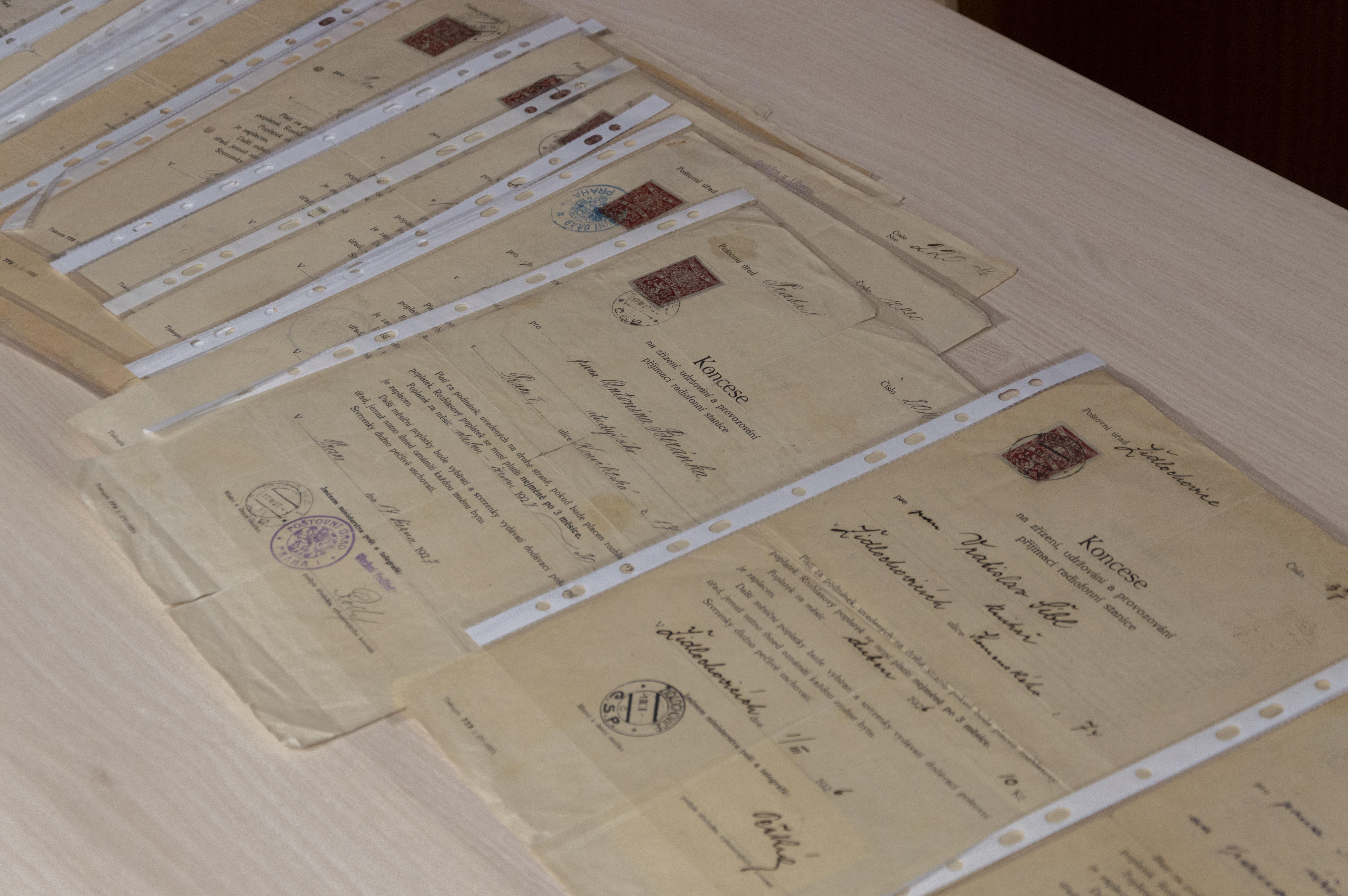
Koncese k poslechu rozhlasu z let 1926 a 1927

Od podzimu 1923 platili posluchači koncesionářský poplatek, avšak finanční situace Radiojournalu se postupně zhoršovala, neboť ani přes propagační akce nestoupal počet koncesionářů příliš rychle. Jednání o reorganizaci společnosti využil československý stát, který rozhlas, coby moderní sdělovací prostředek, chtěl mít pod lepší kontrolou. Roku 1925 proto stát do společnosti Radiojournal, skrze státní podnik Československá pošta, vstoupil, navýšil základní jmění na dvojnásobek (stal se držitelem 51% podílu) a umožnil další rozšíření programové nabídky (zpravodajství, hudba, umělecký program, divadelní představení, vysílání pro děti). Reportáž z VIII. všesokolského sletu v červnu a červenci 1926, která zprostředkovala posluchačům účast na významné události, získala rozhlasu velkou popularitu. Začátkem října 1926 vznikl orchestr Radiojournalu, dnešní Symfonický orchestr Českého rozhlasu. Dne 3. října 1926 vysílal československý rozhlas první fotbalovou reportáž v Evropě z utkání Slavie Praha a maďarské Hungarie. V témže roce zahájil Radiojournal, jako první v Evropě, simultánní vysílání stejného programu z více vysílačů (Praha, Brno, Bratislava).

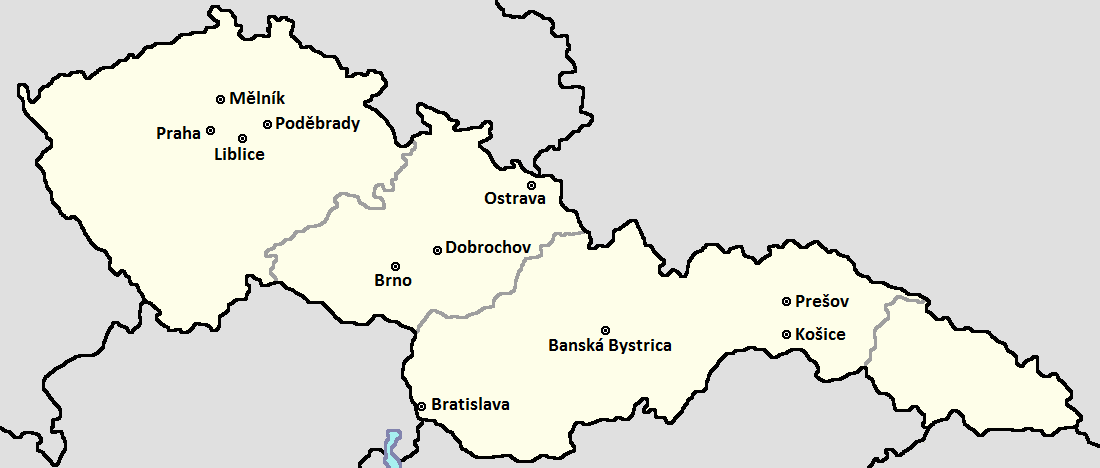
Umístění rozhlasových vysílačů ve 30. letech 20. století

Již v průběhu 20. let vznikaly v největších československých městech regionální stanice s vysílači a vlastním programem. V září 1924 zahájil Radiojournal vysílání z Brna, v říjnu 1926 z Bratislavy, v dubnu 1927 z Košic a v červenci 1929 z Moravské Ostravy.
V letech 1926–1927 začaly vysílat v rámci programu Radiojournalu tzv. odborné rozhlasy (zemědělský rozhlas, dělnický rozhlas a rozhlas pro průmysl, obchod a živnosti), které následně fungovaly přibližně 20 let. Jednalo se o autonomní redakce se samostatnou správou, které kvůli dobové nemožnosti vzniku a provozu nových rozhlasových stanic úzce spolupracovaly s Radiojournalem. Ten jim poskytoval technický provoz, studia a hlasatele, zatímco odborné rozhlasy, které reprezentovaly zájmy svých stavů (zemědělců, dělníků a průmyslníků/obchodníků/živnostníků), vytvářely programovou skladbu svého vysílání, dodávaly textové podklady a zajišťovaly hosty.

### Rozvoj v meziválečném Československu

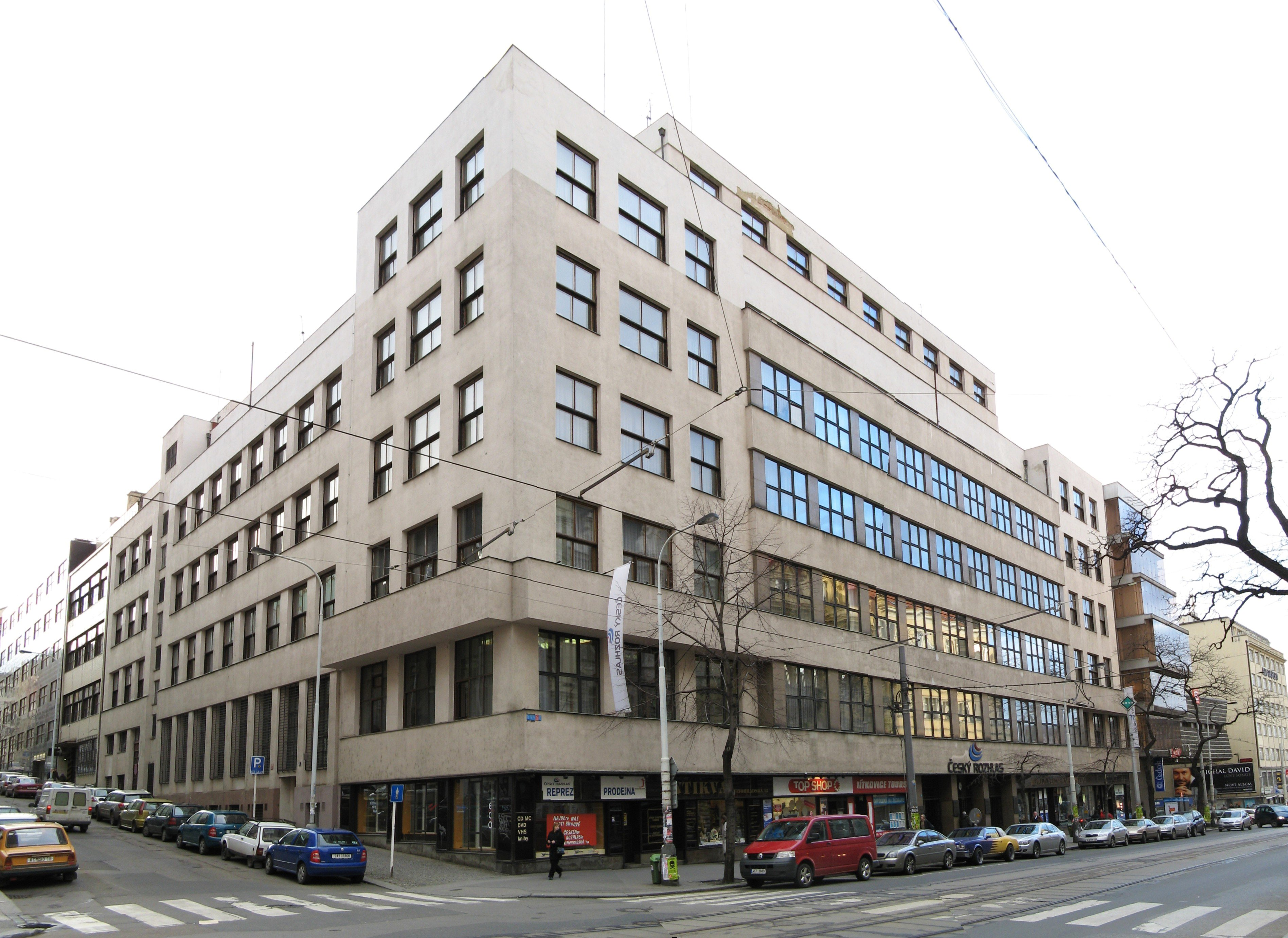
Hlavní budova někdejšího Radiojournalu v Praze ve Vinohradské ulici

Ve 30. letech byl československý rozhlas vlivnou a dobře zavedenou instituci, která měla u veřejnosti autoritu. Do Radiojournalu přicházeli noví lidé s odbornou kvalifikací i inovativními nápady. Tzv. brněnská škola experimentovala s vysíláním ze záznamu a montážemi. Rozhlas zařadil do vysílání vzdělávací pásma a školské vysílání. Kromě češtiny a slovenštiny vysílal také pro národnostní menšiny v němčině, maďarštině, polštině a rusínštině. Na konci roku 1933 se Radiojournal přestěhoval do nově postavené budovy Ředitelství pošt a telegrafů ve Vinohradské ulici č. 12, dnešního sídla Českého rozhlasu.
V druhé polovině třicátých let bylo do československé rozhlasové sítě přihlášeno už jeden milion koncesionářů a úspěšně postupovala také radiofikace škol a úřadů.
Dne 28. prosince 1938 schválila valná hromada Radiojournalu změnu názvu společnosti na Česko-slovenský rozhlas.

### Německá okupace
V roce 1939, po obsazení země nacisty, přišla tvrdá cenzura, která skončila až roku 1945. Po vzniku protektorátu Čechy a Morava 16. března 1939 začal být opět využíván název Radiojournal a na další valné hromadě společnosti došlo 10. června 1939 k přejmenování na Český rozhlas. Vznikem samostatného Slovenska se slovenská studia osamostatnila a 16. června 1939 došlo ke vzniku Slovenského rozhlasu, který byl opět společností s ručením omezeným.
Nacisté usilovali jak o vliv nad vysíláním, tak o aktiva rozhlasové společnosti. Ta byla od 1. dubna 1940 součástí německé Reichs-Rundfunk-Gesellschaft (RRG), od 15. listopadu 1941 pak byla coby Rundfunk Böhmen und Mähren přímou součástí tohoto říšského rozhlasu. Nacisté měli od října 1940 své zástupce v radách společnosti, 49 % kapitálu držel úřad protektora a 51 % pak protektorátní vláda. Na jaře 1942 došlo ke změně, kdy byl celý kmenový kapitál ve výši 1 milionu Kč postoupen RRG.
V závěru druhé světové války vyzval dne 5. května 1945 Český rozhlas obyvatelstvo k ozbrojenému odporu vůči německým okupantům, čímž bylo zahájeno Pražské povstání. Když se jednotky Schutzstaffel (SS) pokusily toto vysílání přerušit, došlo v budově rozhlasu a v jejím okolí k ozbrojenému boji mezi okupačními silami na jedné straně a českými policisty, četníky a ozbrojenými civilisty na straně druhé. Bitva trvala celé odpoledne a skončila kapitulací německých sil. Již 9. května 1945 však rozhlas přešel v Praze na běžný provoz a krátce na to se ohlásila i další studia v obnoveném Československu.

### Poválečné Československo
Po druhé světové válce zůstaly v Československu dvě rozhlasové společnosti, Český rozhlas a Slovenský rozhlas. Dne 22. srpna 1945 uzavřeli československý ministr informací Václav Kopecký a slovenský pověřenec pro informace Michal Chorváth dohodu o ustanovení společnosti s ručením omezeným Československý rozhlas. Český rozhlas zůstal postátněnou společností, kterou řídil tříčlenný jednatelský sbor, Slovenský rozhlas byl od září 1945 do července 1947 v národní správě. Obě společnosti s ručením omezeným existovaly do 30. června 1948, kdy byly na základě zákona č. 137/1948 Sb., o postátnění Československého rozhlasu, zrušeny a od 1. července 1948 je nahradil státní podnik Československý rozhlas. Od května do července 1948 se v Praze uskutečnila Mezinárodní výstava rozhlasu (MEVRO), kterou organizovali rozhlasoví pracovníci.

## Pořady
Mezi mládeží byl populární pořad Radiojournalu s názvem Klub zvídavých dětí, vysílaný v letech 1935–1943, do kterého přispíval také Jaroslav Foglar.

## Seznam ředitelů
| Jméno               | Od              | Do                 | Poznámky                                                                               |
| ------------------- | --------------- | ------------------ | -------------------------------------------------------------------------------------- |
| Richard Gemperle    | 7. června 1923  | 2. června 1925     | předseda jednatelského sboru Radiojournalu                                             |
| Ladislav Šourek     | 2. června 1925  | listopad 1938      | předseda jednatelského sboru Radiojournalu                                             |
| Jindřich Dobiáš     | listopad 1938   | květen 1940        | předseda jednatelského sboru Radiojournalu/Česko-slovenského rozhlasu/Českého rozhlasu |
| Hubert Masařík      | 3. září 1940    | 30. listopadu 1941 | předseda jednatelského sboru Českého rozhlasu                                          |
| Ferdinand Thürmer   | 13. března 1942 | 5. května 1945     | vedoucí Sendergruppe Böhmen und Mähren                                                 |
| Otakar Matoušek     | 5. května 1945  | 25. května 1945    | pověřenec ČNR pro řízení Českého rozhlasu                                              |
| Bohuslav Laštovička | 25. května 1945 | 15. června 1948    | generální ředitel Českého/Československého rozhlasu                                    |

| Jméno             | Od   | Do   | Poznámky       |
| ----------------- | ---- | ---- | -------------- |
| Miloš Ruppeldt    | 1939 | 1939 | ředitel        |
| Emil Rusko        | 1939 | 1945 | ředitel        |
| Ján Bálinth       | 1945 | 1947 | hlavní ředitel |
| Dobroslav Chrobák | 1947 | 1948 | hlavní ředitel |

## Galerie

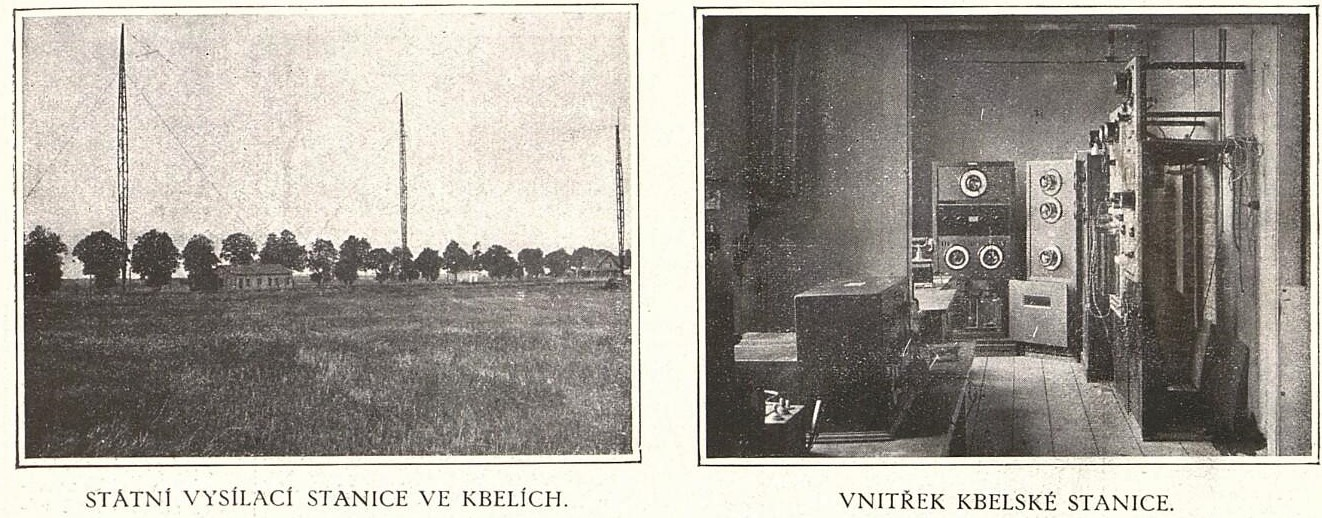
Vysílač Radiojournalu ve Kbelích (1924)
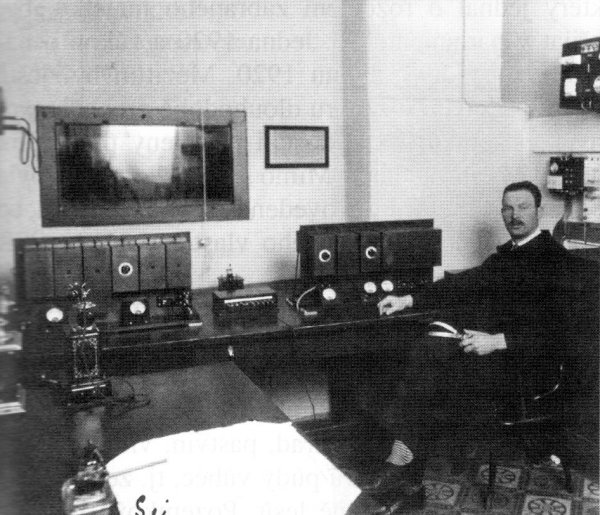
Hlasatelna brněnského studia Radiojournalu (1928)
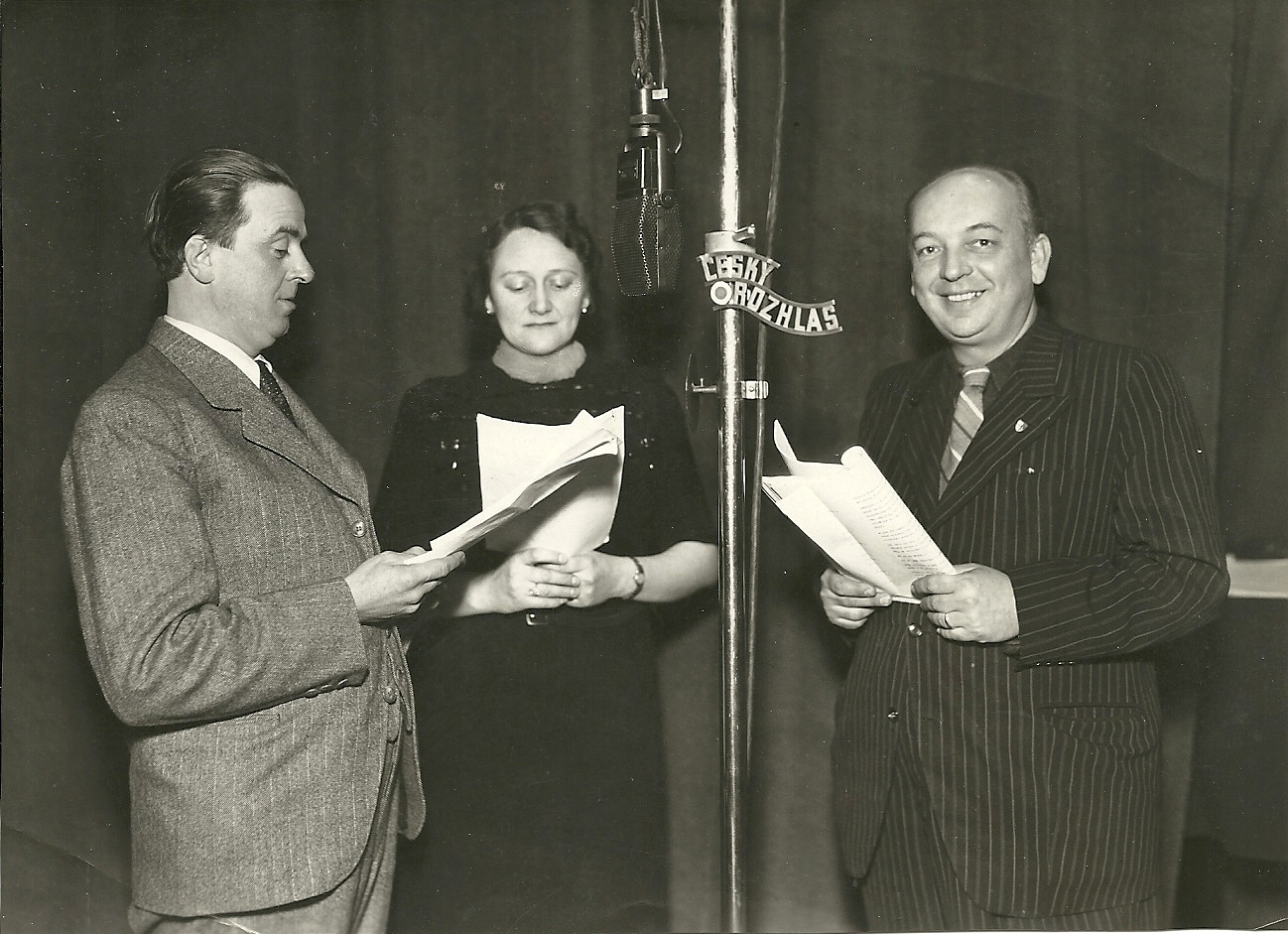
Natáčení v Českém rozhlasu (asi 1940). Zleva: Jan Vavřík-Rýz, Anna Kreuzmannová, Josef Skupa
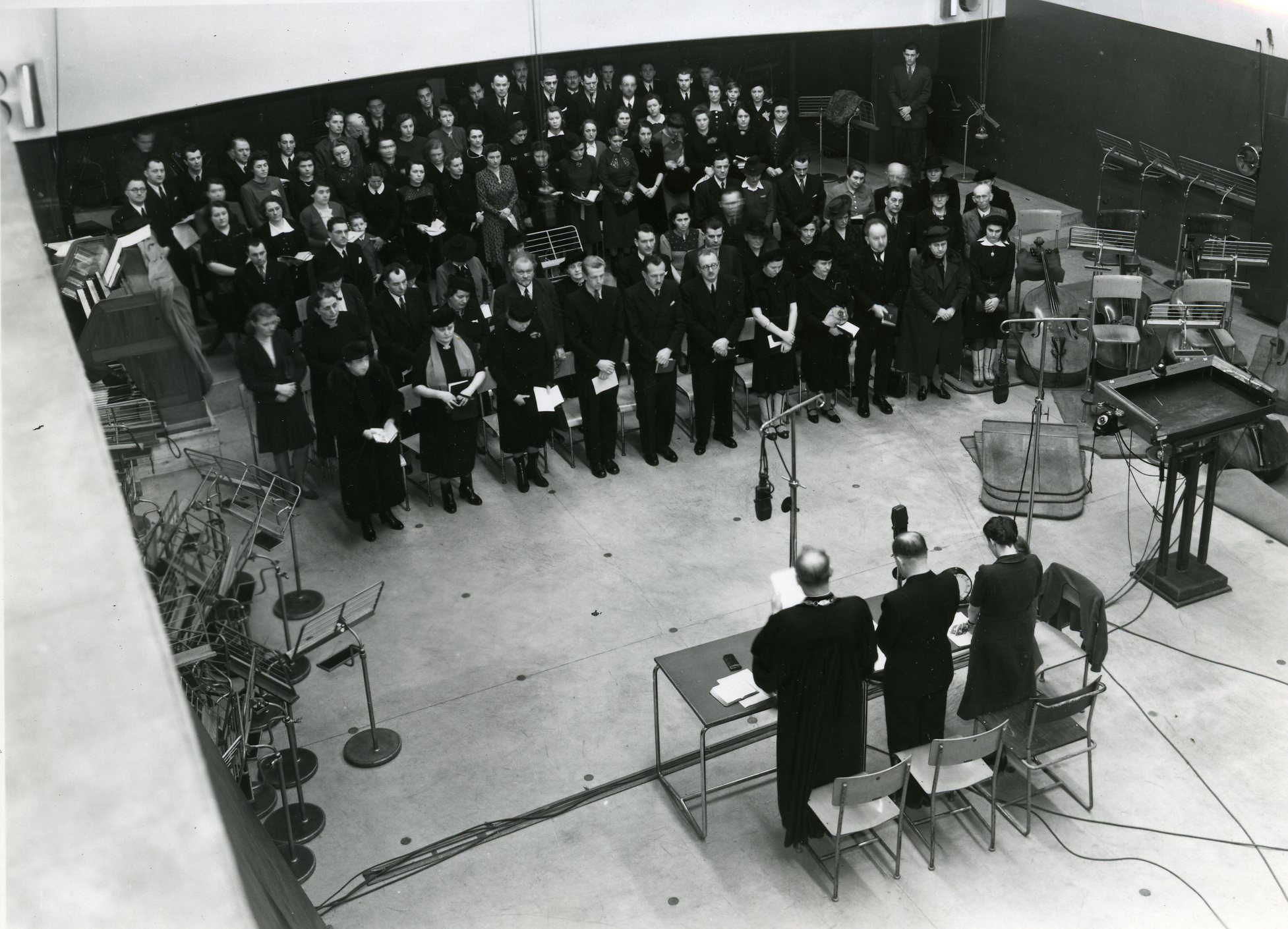
Rozhlasová bohoslužba v roce 1941